# Třída Sampson
Třída Sampson byla třída torpédoborců námořnictva Spojených států amerických. Celkem bylo postaveno šest jednotek této třídy. Byly to poslední ze série amerických tisícitunových torpédoborců. Torpédoborce byly nasazeny za první světové války, mezi válkami byla polovina převedena k pobřežní stráži. Během druhé světové války byl ve službě pouze jeden.

## Stavba
Stavba šesti torpédoborců této třídy byla potvrzena v červnu 1914. Novinkou bylo zavedení protiletadlové výzbroje a nových trojhlavňových torpédometů. Do stavby se zapojily čtyři loděnice: Fore River Shipyard v Quincy, Bath Iron Works v Bathu, William Cramp & Sons ve Filadelfii a Mare Island Navy Yard ve Vallejo.
Jednotky třídy Sampson:
| Jméno               | Loděnice              | Založení kýlu | Spuštěna         | Vstup do služby | Osud                                                                     |
| ------------------- | --------------------- | ------------- | ---------------- | --------------- | ------------------------------------------------------------------------ |
| USS Sampson (DD-63) | Fore River            | duben 1915    | 4. března 1916   | červen 1916     | Vyřazen 1936.                                                            |
| USS Rowan (DD-64)   | Fire River            | květen 1915   | 23. března 1916  | srpen 1916      | Vyřazen 1936.                                                            |
| USS Davis (DD-65)   | Bath Iron Works       | květen 1915   | 15. srpna 1916   | říjen 1916      | Roku 1926 převeden k pobřežní stráži (CG 21), 1933 vrácen, 1934 vyřazen. |
| USS Allen (DD-66)   | Bath Iron Works       | květen 1915   | 5. prosince 1916 | leden 1917      | Vyřazen 1945.                                                            |
| USS Wilkes (DD-67)  | Cramp                 | březen 1915   | 18. května 1916  | listopad 1916   | Roku 1926 převeden k pobřežní stráži (CG 25), 1934 vrácen a vyřazen.     |
| USS Shaw (DD-68)    | Mare Island Navy Yard | února 1916    | 9. prosince 1916 | duben 1917      | Roku 1926 převeden k pobřežní stráži (CG 22), 1933 vrácen, 1934 vyřazen. |

## Konstrukce

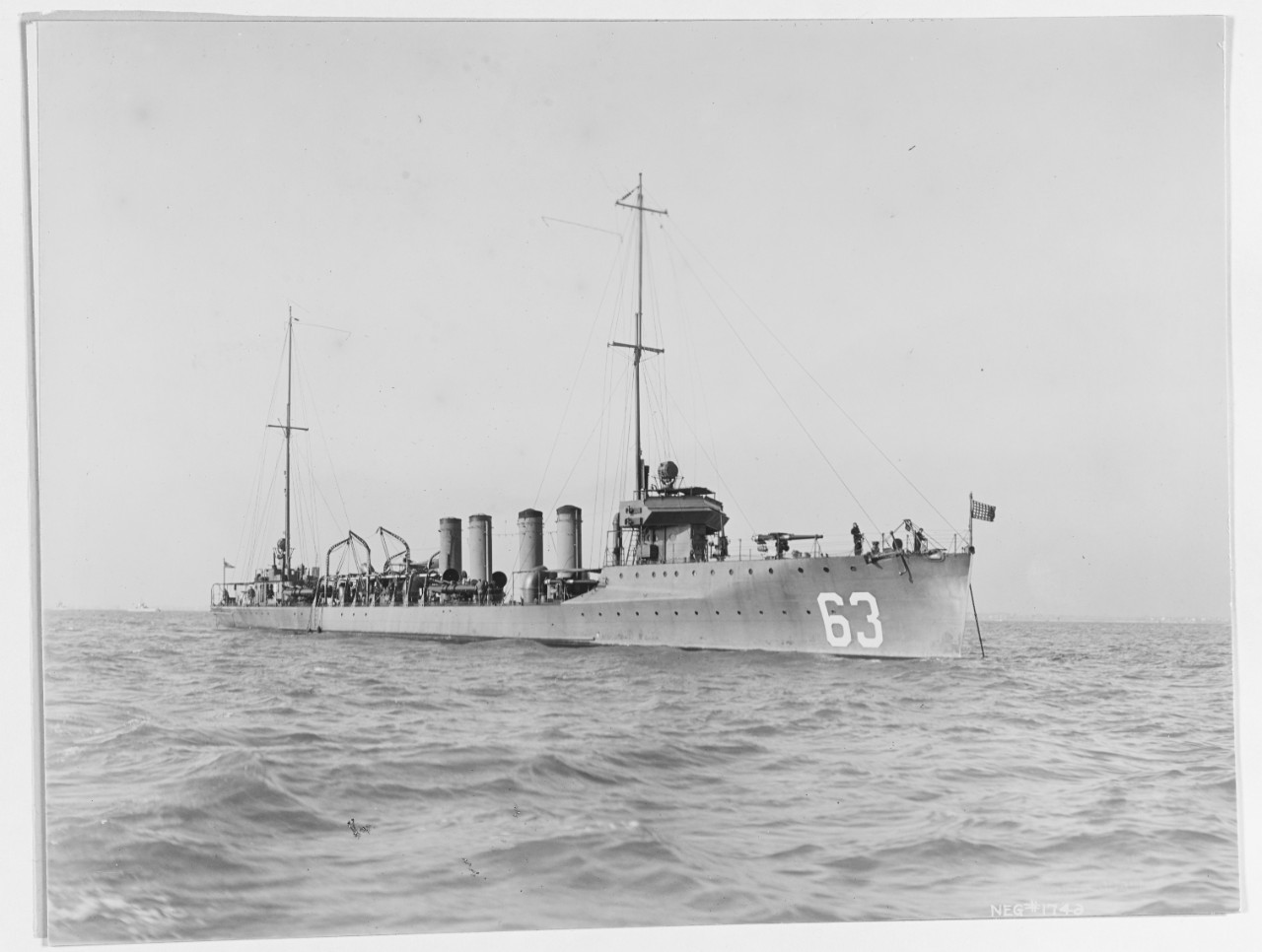
USS Sampson (DD-63) v roce 1916

Základní výzbroj tvořily čtyři 102mm kanóny Mk.IX v jednohlavňových postaveních a dva protiletadlové 37mm kanóny Mk.VI/VII. Na palubě byly též čtyři trojhlavňové 533mm torpédomety. K ničení ponorek sloužily dvě skluzavky hlubinných pum. Pohonný systém tvořily parní turbíny Curtis, čtyři kotle Thornycroft a dva lodní šrouby. Výkon pohonného systému byl 17 500 shp. Nejvyšší rychlost dosahovala 29,5 uzlu. Dosah byl 4300 námořních mil při rychlosti 14 uzlů.
Do roku 1918 byly výzbroj rozšířena o jeden vrhač hlubinných pum. Ve 30. letech byly 37mm kanóny nahrazeny dvěma 12,7mm kulomety. Za druhé světové války Allen nesl čtyři 102mm kanóny, šest 20mm kanónů Oerlikon, dva trojité 533mm torpédomety, šest vrhačů a dvě skluzavky hlubinných pum.

## Služba

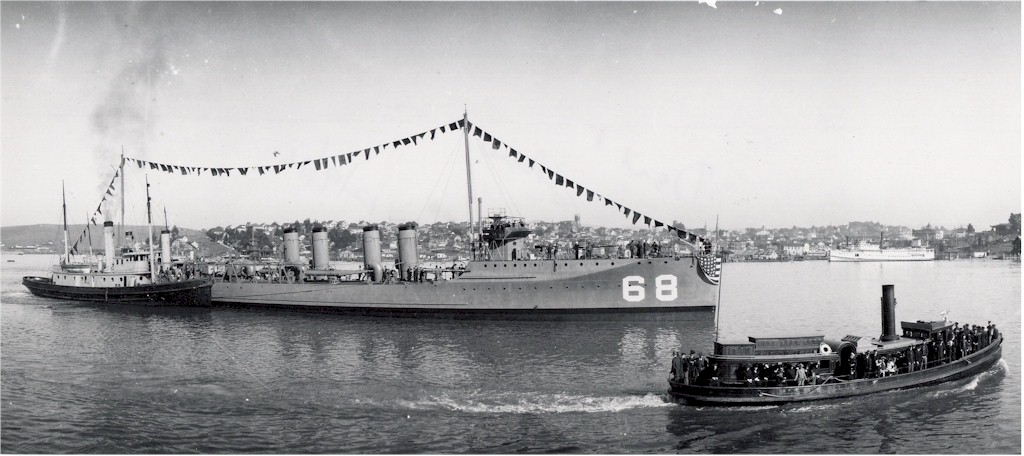
USS Shaw (DD-68)

Torpédoborce byly do služby zařazeny za první světové války. Roku 1926 byly tři (Davis, Wilkes a Shaw) převedeny k pobřežní stráži a následně roku 1934 vyřazeny. Roku 1936 byly vyřazeny také Sampson a Rowan. Za druhé světové války byl ve službě pouze zbývající Allen. Roku 1945 byl vyřazen.